# Picadero Jockey Club
Picadero Jockey Club war ein spanischer Sportverein aus Barcelona, Katalonien.  Die diversen Abteilungen des Klubs erlangten insgesamt 16 Meisterschaftsgewinne und 10 Pokalsiege, sowie zwei Gewinne eines Baseball-Europapokal.

## Geschichte
Der Verein wurde 1951 gegründet. Er wurde bald vor allem durch sein Basketball-Team bekannt, dass dreimal spanischer Vizemeister wurde und zweimal den nationalen Pokal gewann. 1964 schlug man im Finale Aismalíbar Montcada mit 63:51. 1968 setzte das Team sich gegen Joventut de Badalona mit 58:55 durch. Dreimal war die Mannschaft auch auf europäischer Ebene aktiv. In der Saison 1968/69 im Europapokal der Pokalsieger, wo es in Runde 2 ausschied und zweimal im Korać-Cup, wo Picadero einmal bis ins Viertelfinale und einmal bis ins Halbfinale kam.
Nach diesen Achtungserfolgen verlor Picadero extrem an Einfluss. Speziell der Lokalrivale FC Barcelona, gegen den man sich anfangs noch packende Derbys lieferte, entfernte sich leistungsmäßig weit vom kleineren Jockey Club.
Der Klub löste sich 1989 auf.

## Erfolge

### Basketball
Herren
- 3× Spanischer Vizemeister (1965, 1966, 1970)
- 2× Spanischer Pokalsieger (1964, 1968)

Damen
- 6× Spanischer Meister (1975, 1976, 1978, 1980, 1981, 1983)
- 6× Spanischer Pokalsieger (1973, 1975, 1978, 1979, 1980, 1983)

### Baseball
Picadero Damm nannte sich das Baseball-Team des Klubs und errang folgende Erfolge:
- 2× CEB European Cup (1963, 1968)
- 3× Spanischer Meister (1957, 1962, 1964)

### Handball
Das Handball-Damenteam von Picadero gewann fünfmal die nationale Meisterschaft:
- 5 × Spanischer Damenmeister (1964, 1965, 1966, 1967, 1970)

### Volleyball
Die Volleyball-Herren wurden je zweimal Meister und Pokalsieger:
- 2× Spanischer Meister (1965, 1966)
- 2× Spanischer Pokalsieger (1963, 1965)